# تاريخ مؤسسات تعليم الصم
تأسيس المدارس والمؤسسات المتخصصة في تعليم الصم له تاريخ يمتد عبر عدة قرون. وقد استخدمت هذه المؤسسات مجموعة متنوعة من المناهج والفلسفات التعليمية. ولا يزال التعامل مع حاجز اللغة بين السامعين والصم موضوعًا يثير الكثير من الجدل. ويتم الاعتراف بالعديد من المؤسسات التعليمية الأولى للصم اليوم لتأثيرها الكبير على تطوير معايير تعليم الصم.

## فرنسا: 1760 – المعهد الوطني للصم والبكم

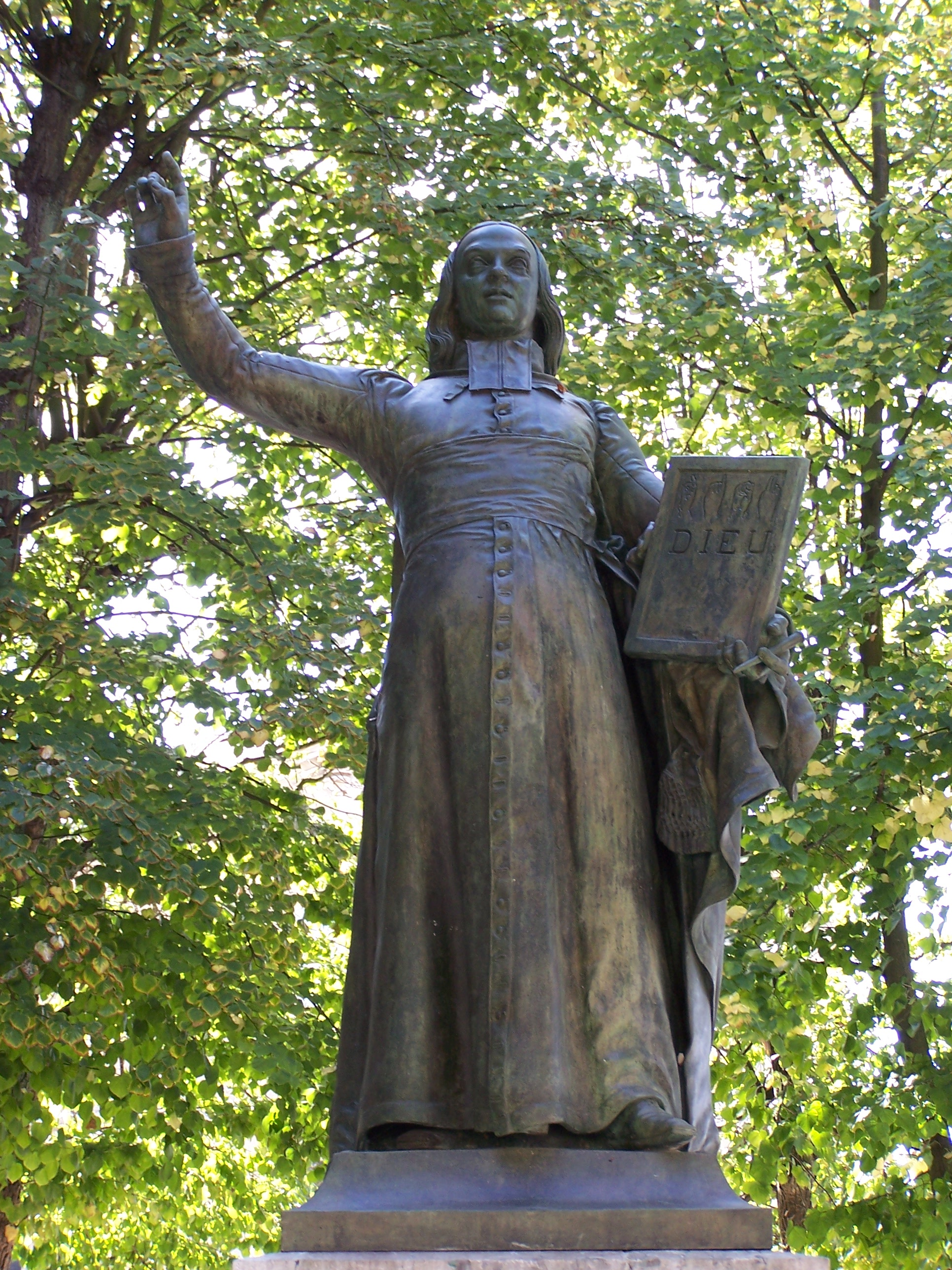
الأب شارل ميشيل دي ليبيه.

### شارل ميشيل دي ليبيه
شارل ميشيل دي ليبيه ‏ (1712-1789)، المعروف أيضًا باسم الأب دي ليبيه، كان كاهنًا كاثوليكيًا معروفًا بتأسيس أول مدرسة عامة مجانية للصم. يُشار إليه غالبًا بالألقاب "أبو الصم" و"أبو لغة الإشارة". والواقع التاريخي أنه تعلم لغة الإشارة التي كانت موجودة بالفعل من تلاميذه الصم الأوائل وحوّلها إلى شكل يفضله لاستخدامه في الأساليب التعليمية.

### التطور والتوسع
أسس شارل ميشيل دي ليبيه المعهد الوطني للصم والبكم في عام 1760 في باريس، وكان مقر التأسيس الأصلي في منزل على 14 شارع مولان. وبعد عامين، أفتتح للجمهور. بُني مقر ثانٍ له في شارع سان جاك المجاور لقصر قصر لوكسمبورغ وحدائقه.

### المنهجية التعليمية

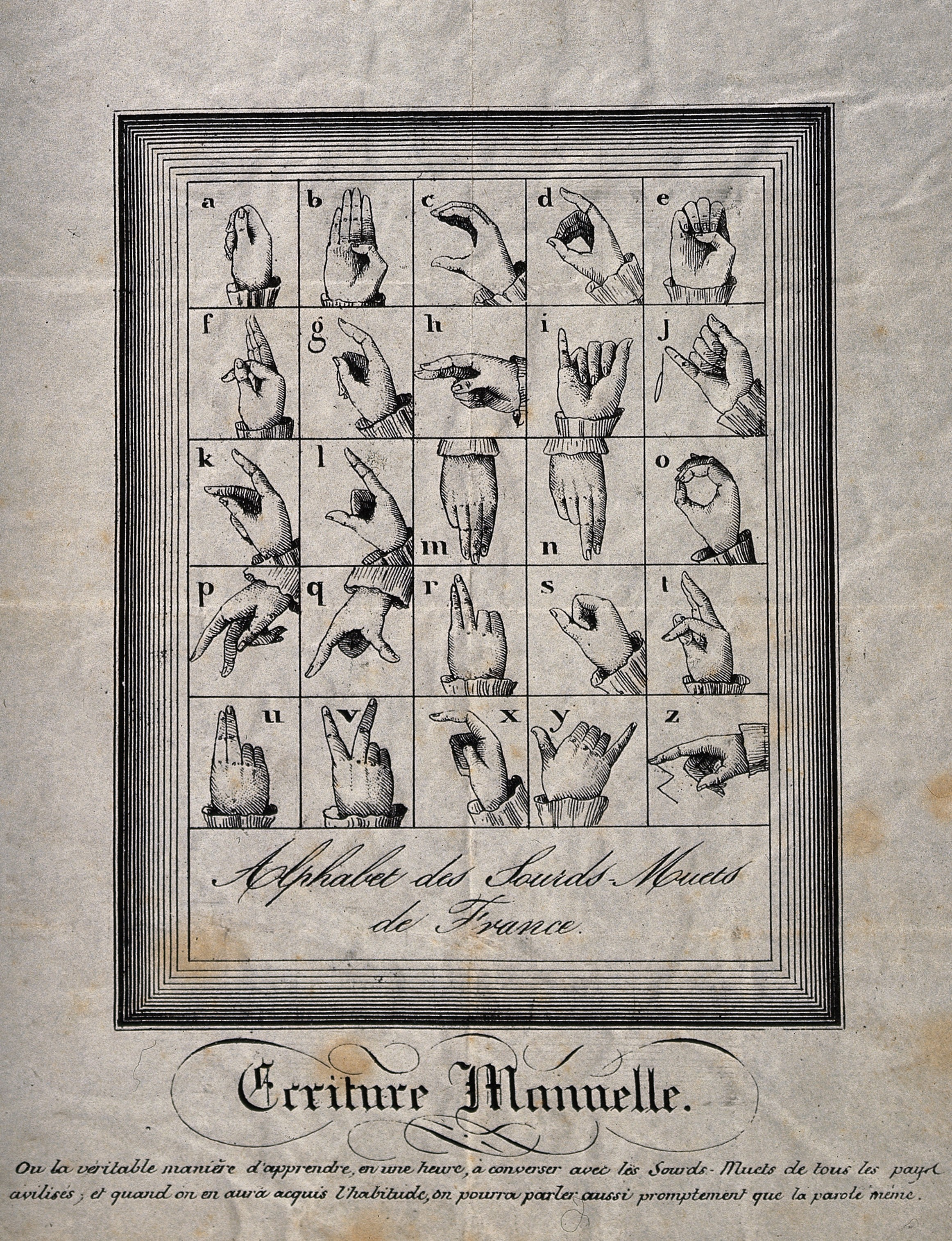
أشكال اليد لحروف الأبجدية بلغة الإشارة الفرنسية.

كمؤسسة كاثوليكية، طُبق منهج دراسي يركز على الدراسات الدينية. كما بدأ تعليم الطلاب في مجموعة متنوعة من المهن الحرفية الشائعة خلال تلك الفترة. كان التركيز الرئيسي للمدرسة على اكتساب اللغة. المنهج الذي اشتهر به دي ليبيه سُمِّي signes méthodiques أو الإشارة المنهجية. وقد كان يتألف من ترجمة لغة الإشارة الفرنسية وتحويلها إلى الأبجدية اليدوية الفرنسية الخاصة بدي ليبيه. كانت هذه الأبجدية مكونة من أشكال يدوية فردية وإشارات تُستخدم لتمثيل نظائر محددة من اللغة الفرنسية المكتوبة والمنطوقة بترجمة مباشرة كلمة بكلمة. يُشار إلى هذا النوع من الإشارة المنهجية أيضًا باسم الإشارة اليدوية، أو في هذه الحالة اللغة الفرنسية بالإشارة ‏. يختلف هذا بشكل واضح عن لغة الإشارة الفرنسية، التي تُعتبر لغة منفصلة بذاتها. لا تزال هذه الأساليب في الترجمة اليدوية للغة شائعة اليوم، خاصة في المناهج التعليمية التي تعتمد على السامعين في تعليم الصم.

### التأثيرات وبقاء المؤسسة
في 29 يوليو 1791، أعيد تسمية المدرسة لتصبح المعهد الوطني للشباب الصم في باريس، وما زال يعمل حتى يومنا هذا. ومع ذلك، تستخدم المؤسسة اليوم لغة الإشارة الفرنسية في ممارساتها التعليمية، بدلاً من الفرنسية اليدوية. وأفتتح لاحقًا قرابة واحد وعشرين مدرسة إضافية في أوروبا ودول أخرى، تستخدم الأساليب التعليمية المستوحاة من رؤية دي ليبيه الأصلية.

#### طلاب بارزون
- روك-أمبروز كوكورون سيكارد[الإنجليزية]
- جان ماسيو[الإنجليزية]
- لوران كليرك
- توماس هوبكنز جالوديت[الإنجليزية]

## إنجلترا: 1760 – أكاديمية بريدود للصم والبكم

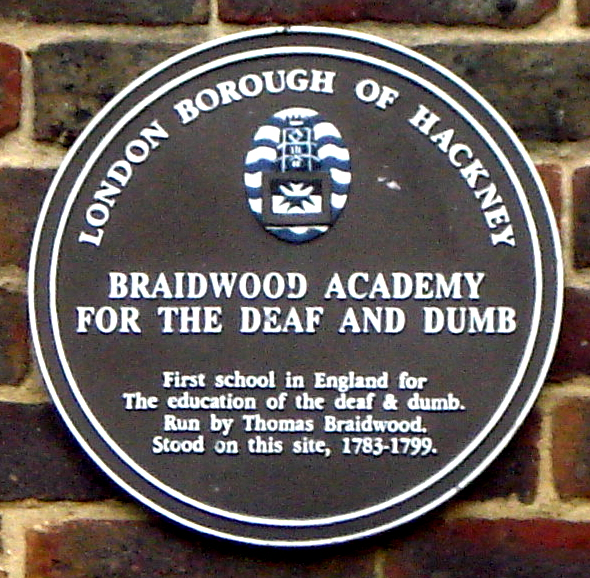
لوحة خارج الموقع السابق لأكاديمية بريدود.

### توماس بريدود
في عام 1760، قام المعلم الإسكتلندي توماس بريدود ‏ بتأسيس أكاديمية بريدود للصم والبكم في إدنبرة. يمكن عزو الشهرة السريعة التي اكتسبتها المدرسة إلى إعلانات توماس بريدود الجريئة عن أساليبه ومؤسسته.

### التطور والتوسع
بدأت المدرسة بطالب واحد فقط، وهو شاب أصم يُدعى تشارلز شيريف ‏. واستمرت في اكتساب الشهرة مع مرور الوقت، وزيادة عدد الطلاب والموظفين. في عام 1783، نقلت المدرسة إلى منشأة أكبر خارج لندن.

### المنهجية التعليمية
استخدم النهج التعليمي "نظامًا مشتركًا" يجمع بين لغة الإشارة والنطق والكلام وقراءة الشفاه. يُعتبر إسهام بريدود في تطوير واستخدام لغة الإشارة من بين أكثر التأثيرات أهمية فيما سيصبح لاحقًا لغة الإشارة البريطانية. أعترف بها كلغة رسمية في عام 2003. ساعد نجاح طلابه في خلق شهرة كبيرة للمدرسة وطرق بريدود. وكان استخدامه لأساليب تعليم النطق والتحدث للطلاب مثيرًا للإعجاب بالنسبة للجمهور.
العديد من طلابه، مثل تشارلز شيريف، تابعوا مسيرات مهنية ناجحة في مجالات مختلفة. ومع ذلك، لم يحتفظ العديد منهم بأي قدرة كبيرة أو طويلة الأمد على التعليم الشفوي. في المقابل، اختار العديد منهم مسارات مهنية لا تتطلب منهم استخدام أي شكل كبير من أشكال التواصل الشفوي.

### التأثيرات وبقاء المؤسسة
شمل الطلاب البارزين الآخرين جون غودريك؛ عالم الفلك، فرانسيس ماكنزي؛ حاكم باربادوس، جون فيليب وود ‏؛ مؤلف، وعالم أنساب، ومحرر، ونائب رئيس مكتب الجمارك وضريبة الاستهلاك الإسكتلندي ‏، وجين بول، التي وضعت سابقة لقبول وصيتها الأخيرة باعتبارها صالحة وملزمة قانونيًا على الرغم من تنفيذها بالكامل باستخدام هجاء الأصابع. في عام 1784، بدأ ابن شقيق بريدود، جوزيف واتسون ‏ دراسته كمعلم لتعليم الصم تحت إشراف بريدود. في عام 1792، قام جون تاونسند، مع هنري كوكس ماسون وهنري ثورنتون، وغيرهم، بتأسيس ملجأ للصم والبكم المعروف أيضًا باسم "ملجأ لندن لتعليم أطفال الفقراء الصم والبكم ‏" وكان جوزيف واتسون هو مدير المؤسسة الجديد. تم الإشادة بهذه المدرسة كأول مدرسة عامة لتعليم الصم في بريطانيا. لا تزال أكاديمية بريدود للصم والبكم، المعروفة الآن باسم مدرسة بريدود، وملجأ الصم والبكم الذي غُيّر اسمه إلى المدرسة الملكية للأطفال الصم في العمل حتى يومنا هذا. لا تزال مدرسة بريدود تعتمد على طريقة "النظام المشترك" في التعليم التي اشتهر بها مؤسسها.

## ألمانيا: 1778 – مدرسة صامويل هاينيك للأطفال الصم في لايبزيغ

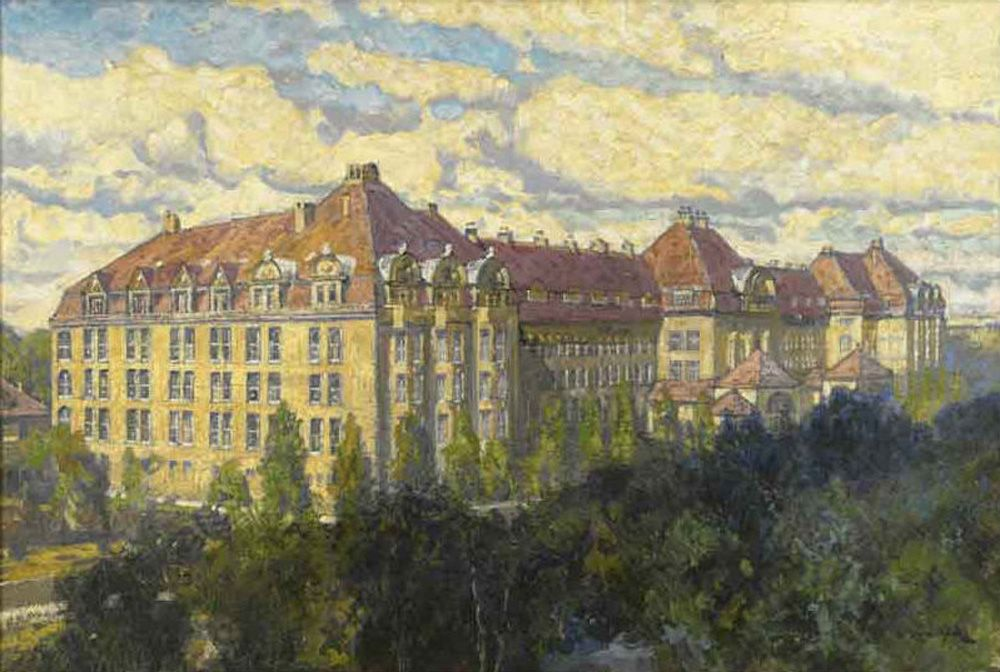
مدرسة صامويل هاينيك في لايبزيغ عام 1915.

### صامويل هاينيك
صامويل هاينيك ‏ (10 أبريل 1727، نوتشوتز، ساكسونيا – 30 أبريل 1790 في لايبزيغ، ألمانيا). في عام 1778، افتتح هاينيك أول مدرسة حكومية ألمانية لتعليم الصم. كانت المدرسة التي أسسها هاينيك للأطفال الصم في لايبزيغ بألمانيا تُعرف في الأصل باسم "المعهد السكسوني الانتخابي للبكم والأشخاص الآخرين الذين يعانون من عيوب النطق".

### التطوير والتوسع
مثل مدرسة إبيه في فرنسا، أفتتحت مؤسسة هاينيك للجمهور لخدمة الشباب الصم المحرومين. ومع ذلك، وعلى عكس إبيه، كان هاينيك يعارض بشدة الاعتماد على لغة الإشارة، وفي عام 1780، نشر كتابًا ينتقد فيه استخدام إبيه للغة الإشارة في تعليم الطلاب الصم. لقد كان هاينيك مناصرًا قويًا لطريقة التعليم الشفوي، التي أصبحت شائعة في جميع أنحاء أوروبا بفضل مساهمين بارزين آخرين في هذا المجال، مثل يوهان كونراد آمان. اعتقد آمان أن "نسمة الحياة تكمن في الصوت، وتنقل التنوير من خلاله. الصوت هو مترجم قلوبنا ويعبر عن عواطفها ورغباتها". مثل آمان، اعتقد هاينيك أن اللغة المنطوقة جزء لا غنى عنه من التعليم المناسب.

### منهجية التعليم
اعتمدت مؤسسة هاينيك في لايبزيغ على تعليم الأطفال الصم قراءة الشفاه وإنتاج الكلام. عُدلت بعض التقنيات الشفوية التي طورها هاينيك، والتي أطلق عليها بنفسه اسم "النظام الألماني". استخدمت بعض الجوانب الخاصة بهذا النظام، والتي لم يتم مشاركتها مع المجتمع التعليمي حتى بعد وفاته. كشفت وصيته عن إحدى تقنياته التي استخدمت حواس تذوق وشم لتحفيز الارتباطات الذهنية لتطوير الكلام لدى الطلاب الصم. ووفقًا لهذه الطريقة، أكد هاينيك أن "البصر واللمس لم يكونا كافيين لتعلم الحروف المتحركة؛ يجب إدخال حاسة ثالثة". كانت المياه المحلاة بالسكر، وزيت الزيتون، والخل، والأفسنتين، والمياه النقية، من بين النكهات التي اقترنت بشكل متكرر مع أصوات الحروف المتحركة في محاولات لخلق ارتباطات أكثر ديمومة لدى طلابه.
على الرغم من أن هاينيك زعم أن أساليبه كانت من إبداعه الخاص، إلا أن أطروحة سابقة كتبها لغوي أصم في فرنسا نشرت قبل مزاعم هاينيك. في رسالته الذاتية، أكد سابوريو دو فونتيناي سابقًا أن "النكهات التي يمكن تمييزها بسهولة يمكن أن تمثل أصوات الحروف، ويمكننا وضعها في الفم كوسيلة لإدخال الأفكار إلى العقل".

### التأثيرات وبقاء المؤسسة
أرسلت ألمانيا العديد من المعلمين الآخرين لتلقي التدريب تحت إشراف هاينيك في مؤسسته في لايبزيغ. وأرسل دوق بادن تشارلز فريدريك، قس شاب يدعى هيملينغ، ليتعلم من هاينيك. ثم افتتح فريدريك مدرسة للصم في كارلسروه، ألمانيا. كما لعب ثلاثة من أصهار هاينيك أدوارًا حيوية في بقاء وتوسع المدرسة في لايبزيغ. أسس صهره الأول، إرنست أدولف إيشكه، موقعًا مكملًا في برلين، قبل أن يتولى إدارة المدرسة في لايبزيغ بعد وفاة هاينيك. ومع ذلك، تخلى إيشكه عن أساليب والد زوجته الشفوية مفضلًا فلسفات لغة الإشارة اليدوية التي وضعها إبيه وسيكارد. نقل الإرث في تعليم الصم من قبل اثنين آخرين من أصهار هاينيك، أغسطس فريدريش بيتشكه وكارل غوتلوب ريخ، ابن صهر ريخ يشغل اليوم منصب مدير المدرسة الحالي.
لا تزال المدرسة تعمل حتى يومنا هذا تحت الاسم الرسمي "المدرسة الحكومية الساكسونية لدعم السمع – مركز دعم صامويل هاينيك"، والتي تعرف ببساطة باسم مدرسة صامويل هاينيك. تستخدم المؤسسة اليوم نهجًا مدمجًا في تعليم طلابها، ولكنها تستمر في تطبيق التركيز على تقنيات وأساليب التعليم الشفوي-السمعي.

## الولايات المتحدة: 1857 – جامعة غالوديت

### التأسيس والتعاون

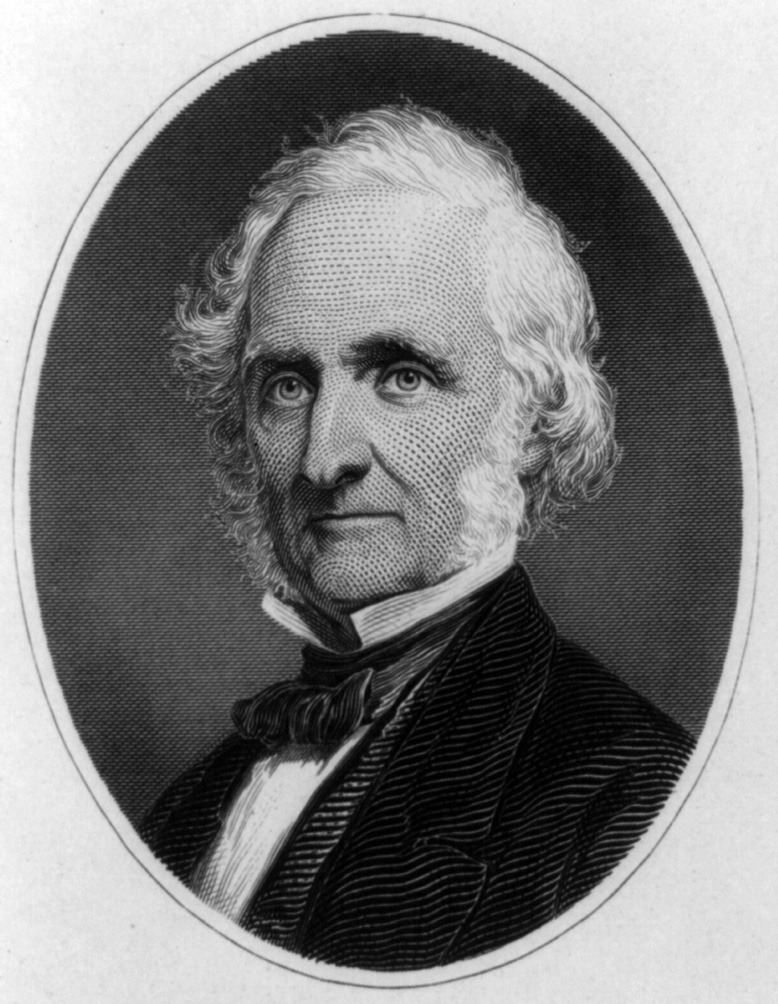
عاموس كيندال.

أسست جامعة غالوديت في الأصل كمدرسة لتعليم قواعد اللغة للأطفال الصم والمكفوفين تحت اسم معهد كولومبيا لتعليم الصم والبكم والمكفوفين. تأسست المدرسة في عام 1857 على يد عاموس كيندال (1789-1869) في ممتلكاته. تمت إعادة تسميتها لاحقًا تكريمًا للمربي التقدمي والمدافع عن حقوق الصم، توماس هوبكنز غالوديت ‏.
قام عاموس كيندال بتوظيف إدوارد ماينر غالوديت ‏، ابن توماس غالوديت، كأول مدير للمدرسة.

### التطوير والتوسع
نتيجة لحملة مكثفة لصالح المدرسة من قبل كيندال وغيلوديت، في 8 أبريل 1864، وقع الرئيس أبراهام لينكولن قانونًا سمح للمدرسة بمنح شهادات جامعية للطلاب الخريجين. أقيم حفل التخرج الأول في يونيو 1869 مع تخرج ثلاثة رجال صم. وقع الرئيس يوليسيس س. غرانت الشهادات، ومنذ ذلك الحين، يوقع الرئيس الأمريكي الحالي جميع شهادات غالوديت. نتيجةً لتصنيفها الجديد، بدل اسم المؤسسة إلى الكلية الوطنية للصم والبكم.

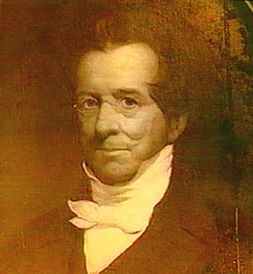
توماس هوبكنز غالوديت، أحد مؤسسي تعليم الصم في الولايات المتحدة (مع لوران كليرك وماسون كوغسويل).

#### أسماء وتواريخ إضافية
- 1865 - نقل الطلاب المكفوفين في المدرسة إلى مؤسسة ماريلاند للمكفوفين، بينما تم تغيير اسم المؤسسة المتبقية إلى الكلية الوطنية للصم والبكم.
- 1885 - نقل القسم الابتدائي في المدرسة إلى مبنى جديد عُرف باسم مدرسة كيندال تكريمًا لعاموس كيندال.
- 1894 - غير اسم الكلية إلى كلية غالوديت تكريمًا لتوماس هوبكنز غالوديت.
- 1911 - غير الاسم الرسمي للشركة، ليشمل كلًا من الكلية والقسم الابتدائي، إلى مؤسسة كولومبيا للصم.
- 1954 - توحيد الاسم الرسمي ليصبح كلية غالوديت  [لغات أخرى]‏.
- 1966 - أصدر الكونغرس قانونًا يسمح بإنشاء مدرسة ثانوية نموذجية للصم، والتي افتُتحت في الحرم الجامعي بعد ثلاث سنوات.
- 1970 - وقع الرئيس نيكسون القانون العام 91-587 الذي سمح بتحويل مدرسة كيندال إلى مدرسة ابتدائية تجريبية.
- 1986 - وقع الرئيس رونالد ريغان قانون تعليم الصم وتغيير اسم كلية غالوديت لتصبح جامعة غالوديت.[22]

### منهجية التدريس
تشتهر جامعة غالوديت بخلفيتها الراسخة في تعزيز استخدام لغة الإشارة كأسلوبها الأساسي في التعليم واكتساب اللغة. كان من بين المؤثرين الرئيسيين في هذه الفكرة الطبيب في القرن الثامن عشر ماسون فيتش كوغزويل. كان هو من استأجر توماس هوبكنز غالوديت، جاره في ذلك الوقت، للسفر إلى أوروبا لاكتساب المعرفة حول تعليم الصم. سافر غالوديت في البداية إلى إنجلترا حيث حاول اكتساب المعرفة حول الطرق الشفوية من توماس بريدودك الذي لم يكن متعاونًا. ثم سافر إلى فرنسا حيث تعرف على نظام مشتق من لغة الإشارة الفرنسية التي كانت مشهورة بفضل العباد الأب إيبيه وسيكارد. عاد لاحقًا إلى الولايات المتحدة برفقة معلم الصم، لوران كليرك.
تخلى توماس هوبكنز غالوديت والمدرسة التي ستصبح فيما بعد على اسمه عن الهدف الأصلي لجلب الأسلوب الشفوي إلى أمريكا في ذلك الوقت. ونتيجة لذلك، أدخلت لغة الإشارة المستخدمة في مجتمع الصم الفرنسي وكذلك النظام اليدوي للغة الفرنسية إلى الولايات المتحدة. مع مرور الوقت، تطورت هذه اللغة إلى ما يعرف الآن كلغة رسمية مستقلة وهي لغة الإشارة الأمريكية (ASL).
اعتمد مؤسسو المدرسة التفضيل لاستخدام لغة الإشارة كأسلوب تعليمي، وبدأت هذه الطريقة تترسخ في مجتمعات الصم في جميع أنحاء البلاد. ومع ذلك، وصلت الأساليب الشفوية في النهاية إلى الولايات المتحدة أيضًا. وفي ظل نفس الجدل، أكد إدوارد ماينر غالوديت لاحقًا أن التعليم الشفوي عادة ما يكون ذو قيمة ضئيلة للأشخاص الذين يعانون من فقدان السمع.

### تأثيرات وبقاء المؤسسة
اليوم، تشتهر جامعة غالوديت بكونها أول مؤسسة للتعليم العالي مخصصة لتعليم الصم. تعتبر من قبل كل من الصم والناطقين واحدة من المصادر الرئيسية لكل ما يتعلق بالصم، بما في ذلك التعليم، لغة الإشارة الأمريكية، ثقافة الصم، والمواضيع الأخرى ذات الصلة.

## ألمانيا: 1873 – المعهد الإسرائيلي للصم في ألمانيا
أسس المعهد الإسرائيلي للصم في ألمانيا من قبل رجل سمعي يدعى ماركوس رايش. افتتحت المدرسة للجمهور في عام 1873؛ ومع ذلك، بدأت فكرة إنشائها في حوالي 1870-1871 عندما كان رايش يخوض امتحاناته النهائية في التدريس. في ذلك الوقت، لاحظ المعاملة الاستبعادية التي يتعرض لها كل من اليهود والصم، خاصة فيما يتعلق بالتعليم.

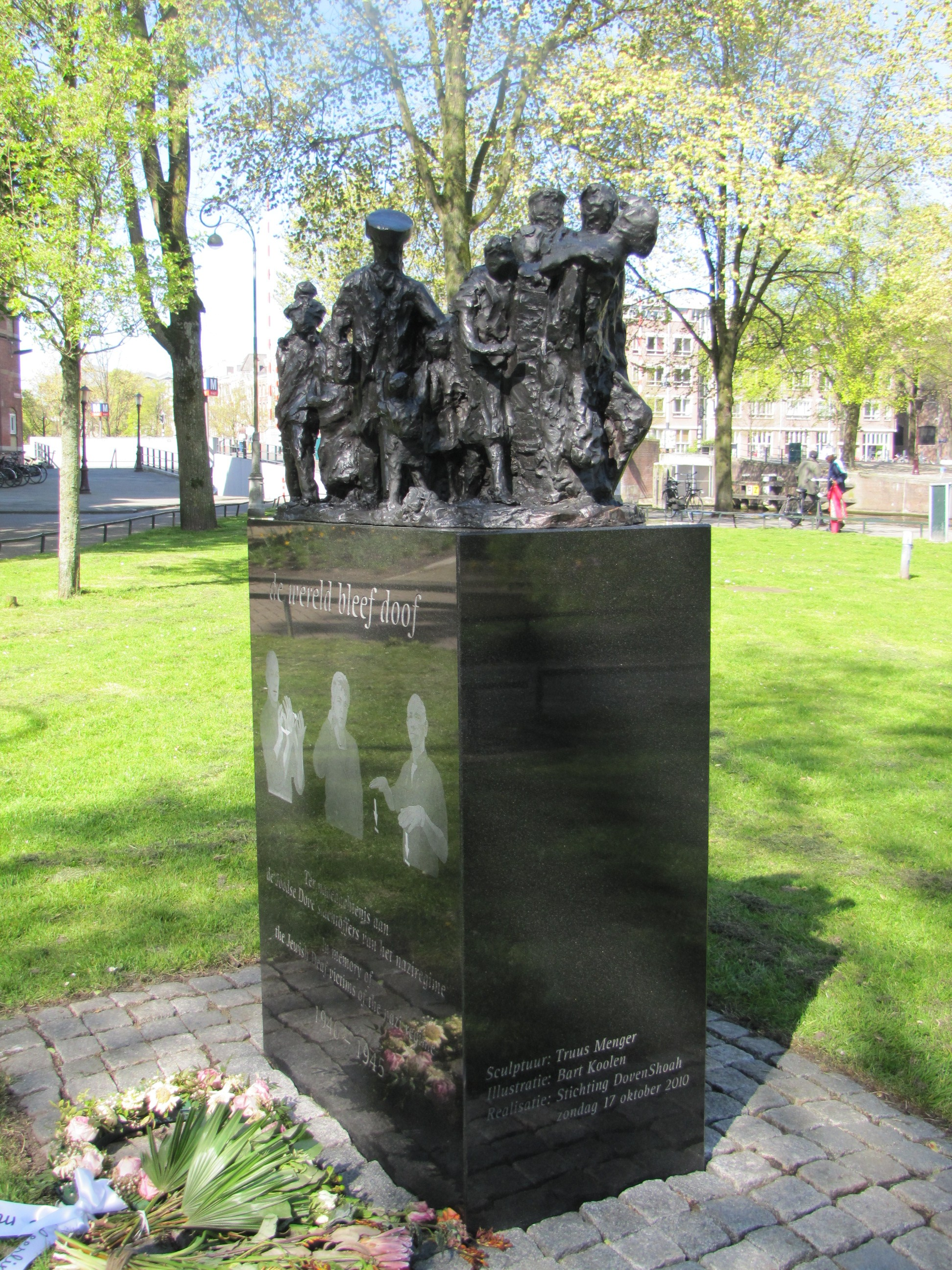
نصب تذكاري لتكريم اضطهاد اليهود الصم خلال الهولوكوست.

### التطوير والتوسع
كانت المؤسسة تقع في الأصل في "منزل صغير في فورستنفالده أن دير شبريه". كان رايش فقيرًا عندما افتتح المؤسسة وكان يواجه صعوبات في تمويل نفقات المدرسة. قام بتأسيس منظمة دعم يهودية للصم مكونة من أشخاص أثرياء من المجتمع لدعم استمرار جهود المدرسة. بفضل دعم هذه المنظمة المعروفة باسم "جيديدي إيلميم" أو "أصدقاء الصم" ‏, أصبحت المؤسسة قادرة ليس فقط على الاستمرار بل أيضًا على التوسع. في عام 1890، نقلت المؤسسة إلى منشأة أكبر في فايسنسي بالقرب من برلين.

### منهجية التدريس
كان للمدرسة مستوى تعليمي عالٍ للمدرسين، وكان هذا مدعومًا بالنتائج التي أظهرتها الامتحانات النهائية لطلاب المدرسة السابقين. تم الإشادة برايش لاتباعه استخدام وممارسة لغة الإشارة، سواء في أسلوبه التعليمي أو في حياته الشخصية. كانت المدرسة معروفة بتقديم مناهج دراسية واحتفاظها بمعايير تعليمية تنافسية مع المؤسسات الأخرى في عصرها. أشار خليفة رايش، فيليكس رايش، في عام 1930 إلى أن الاختلاف الرئيسي في فلسفة التدريس بالمدرسة هو أن استخدام لغة الإشارة لم يكن محظورًا. على غرار أفكار والده، أكد فيليكس أن "تطوير العقل والروح، وليس مجرد اكتساب اللغة، كان الهدف الأسمى". بالإضافة إلى التعليم العام، كانت المؤسسة تقدم دروسًا إضافية للطلاب الموهوبين أو الذين يحتاجون إلى تعليم تقويمي.

### تأثيرات وبقاء المؤسسة
بعد وفاة رايش، استمر فيليكس رايش في إرث والده من عام 1919 حتى زوال المدرسة. جعلت القوى القمعية لحكم أدولف هتلر والنازية استمرار وظائف المدرسة الطبيعية أمرًا مستحيلًا. لم يتبق شيء من هذه المؤسسة سوى لوحة مشهورة تُخلد وجودها. تقول اللوحة: "من هذا المنزل، سُحب 146 مواطنًا يهوديًا أصمًا على يد عصابات فاشية وقتلوا في عام 1942. تذكار للموتى. تذكير للأحياء."

## الشفهية في التعليم
يعرّف قاموس ميريام وبستر الشفهية بأنها: "الدفاع عن أو استخدام الأسلوب الشفوي في تعليم الصم". تتكون الشفهية من أساليب متعددة تُستخدم في تعليم الصم كيفية قراءة الشفاه من خلال التعرف على تشكيلات الفم في الحوار المنطوق، وممارسة أنماط التنفس المستخدمة لإنتاج الكلمات والحروف، وتقليد أشكال الفم. يمكن تتبع هذه الأساليب إلى عام 1648. اكتسبت الشفهية شعبية في أمريكا في ستينيات القرن التاسع عشر عندما بدأت تُستخدم في العديد من المدارس المخصصة للصم. اكتسبت فكرة الأسلوب الشفوي زخمًا في المؤسسات التعليمية للصم حيث اعتقد الرأي العام أنه من الأهمية أن يحاول مجتمع الصم "الاندماج" في العالم السمعي.